# 鐵貝萊王宮
鐵貝萊王宮（法語：Cour royale de Tiébélé）位於西非內陸國家布吉納法索中南大區納烏里省的鐵貝萊，為當地住民卡塞納人自16世紀以來建造的土制建築群。王宮由男性建造，隨後女性在外牆繪製具有象徵意義的圖案。2024年7月第46屆世界遺產委員會會議，鐵貝萊王宮被列入聯合國教科文組織《世界遺產名錄》，成為布吉納法索第4個世界遺產。

## 簡介

### 地理
鐵貝萊王宮位於布吉納法索中南大區，在該國首都瓦加杜古南方偏東約172公里處，靠近加纳邊境。場址占地1.84公頃。當地位於西蘇丹大草原，依據柯本气候分类法為熱帶乾濕季氣候，每年有雨季和旱季兩個季節，雨季從六月持續至九月至十月。旱季平均從十月持續到五月中旬。

### 歷史
16世紀摩西族人首領帕蒂林戈米（Patyringomie）帶領民眾遷居至鐵貝萊地區，之後帕蒂林戈米之子布因基埃特（Buinkiété）取得神器Kora（或稱Kwara），建立了王國。王國融合了原居於此地的瓦倫布人（Warombou）與曼奇博布人（Mantchiobou），稱為卡塞納人。16世紀至今，卡塞納人保留了他們的傳統文化，鐵貝萊王宮代表了卡塞納人建築、社會組織和宗教信仰。

### 建築
現今鐵貝萊王宮包含126間小屋與1間禮拜場所，住有54戶家庭，居民4百餘人，除了區域內為卡塞納人傳統的建築，區域外圍其他地區均是現代化的房屋。王宮周圍圍繞牆壁作為保護，內有牆壁和走廊分隔成多個區域，圍牆外有禮拜與聚會場所。
鐵貝萊王宮的房屋頂端有平坦的屋頂，作為曬乾農作物與活動的平台。建築由泥土、木材、牛糞和稻草製成，特色為牆壁上裝飾有卡塞納人傳統的圖案，由男性建造，隨後女性在外表繪製具有象徵意義的圖案。圖案的製作手法有徒手繪畫、雕刻和浮雕。徒手繪畫使用畫筆直接在牆面上繪製圖案，雕刻則使用工具在牆面上劃出切口，浮雕則是在牆上製造凸起的形狀。圖案使用黑色、白色與紅色3種顏色繪製，這些顏色對於卡塞納人有特殊的意義，紅色代表勇氣，白色代表誠實和純潔，黑色代表夜晚和看不見的世界，圖案也可以區分王室的住宅與一般人的住宅，這些圖案除了可以美觀之外，還可以作為保護層以抵禦風雨的侵襲。此地的土製建築與傳統藝術結合，使該處成為人類在面對環境限制時發揮智慧的傑出典範。

## 世界遺產登錄
鐵貝萊王宮於2012年被列為世界遺產預備名單，2024年7月，第46屆世界遺產委員會會議於印度首都新德里召開，由布吉納法索申報的項目「鐵貝萊王宮」經大會通過，為該國第4個世界遺產。世界遺產編號為1713號。
世界遺產委員會指出，鐵貝萊王宮是自16世紀以來建造的土制建築群，體現了卡塞納人的社會組織體系和文化價值觀。王宮由男性建造，隨後女性為其繪製具有象徵意義的圖案。女人是相關知識的守護者，她們確保著這一傳統的延續。
该世界遗产被认为满足世界遺產登錄基準中的以下基準而予以登錄：
- （iii）呈现有关现存或者已经消失的文化传统、文明的独特或稀有之证据。[1]

## 保護措施
鐵貝萊王宮受布吉納法索2007年11月13日《文化遺產 024-2007/AN》法令，以及2014年10月28日《布吉納法索遺產暫定清單 2014-1019/PRES/PM/MCT/MEDD/MATS/MATDS》法令保護。該國政府成立兩個機構：地方委員會負責遺產保護、科學委員會進行遺產研究。該國並制訂保護和管理計畫，評估土地使用和開發項目對遺產的影響。